# Kennedy Bakircioglu

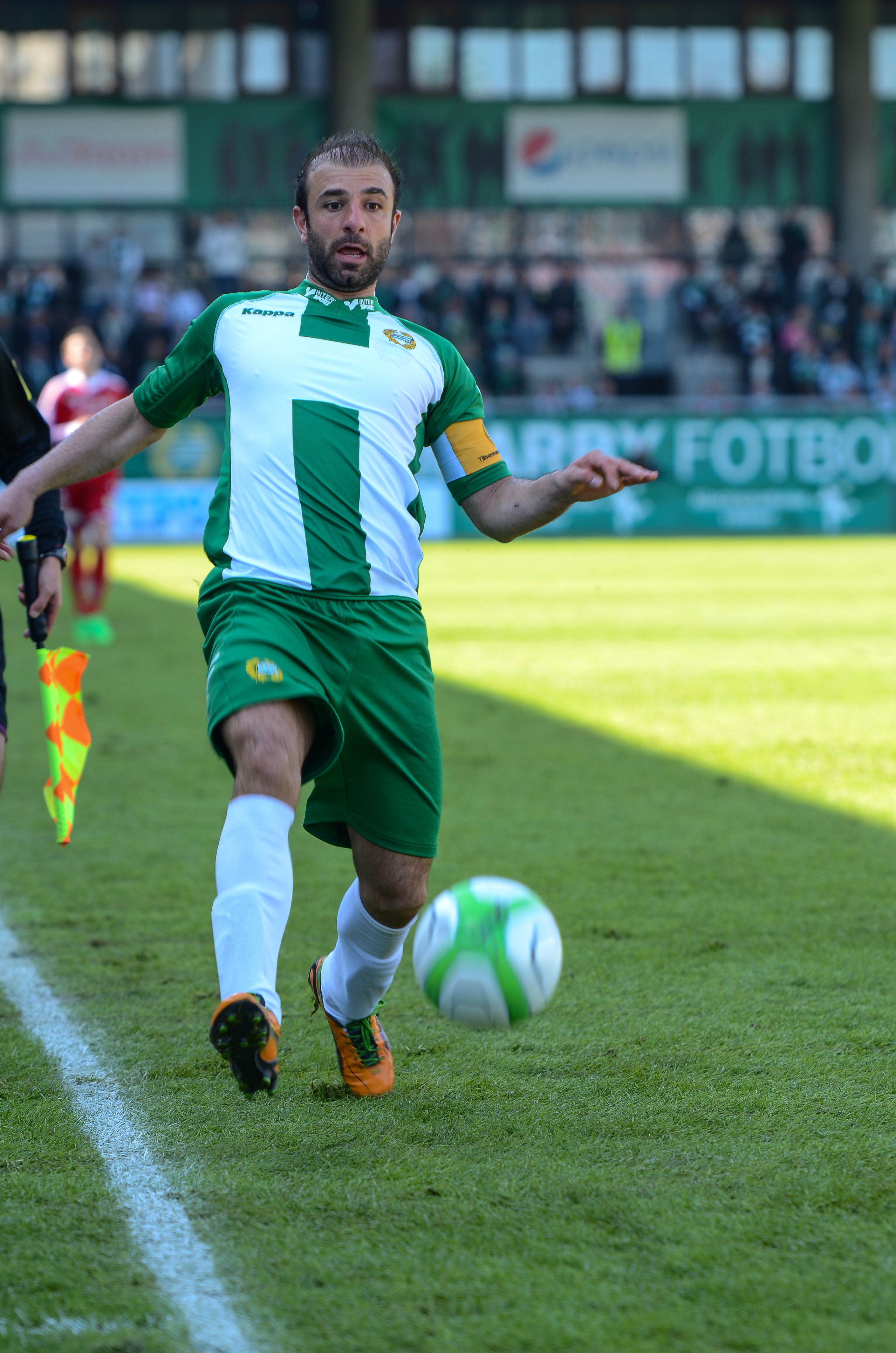
Bakircioglu i Hammarbys match mot Värnamo i superettans andra omgång 2013.

Kennedy Bakircioglu, ibland skrivet Bakırcıoğlu, född 2 november 1980 i Västertälje församling, är en svensk före detta fotbollsspelare (mittfältare), som sist spelade för Hammarby IF.
Kennedy är i Sverige starkt förknippad med Hammarby IF, där han under perioden 1999–2018 spelade 12 säsonger och gjorde 79 mål på 269 seriematcher. När Hammarby vann sitt första SM-guld 2001 så spelade han samtliga 26 matcher och gjorde åtta mål. Efter några år utomlands kom  han tillbaka från La Liga till Superettan 2012, och var med att ta klubben tillbaka till Allsvenskan 2015.

## Biografi
Kennedy Bakircioglu, som har assyriskt/syrianskt ursprung, inledde fotbollskarriären i Assyriska FF för att som 18-åring byta till Hammarby IF år 1999. Säsongen 2001 blev han svensk mästare med klubben. Totalt gjorde han 38 mål på 127 allsvenska matcher för Hammarby sin sejour 1999–2003, guldsäsongen 2001 gjorde han 8 mål.
Han har även gjort 14 U21-landskamper för Sverige och 14 A-landskamper. Bakircioglu lämnade Hammarby som Bosmanfall efter säsongen 2003 för grekiska Iraklis, där han hade svårt att ta en plats i laget. Efter två säsonger i Grekland flyttade han till Nederländerna och FC Twente. Där imponerade han på sin manager Fred Rutten och tog snabbt en plats i startuppställningen. Under två säsonger i FC Twente missade han bara 2 ligamatcher och gjorde totalt 23 mål. I maj 2007 skrev Bakircioglu på för fyra säsonger med den holländska klubben AFC Ajax, från och med 1 juli 2007. Han gjorde sitt första ligamål för sin nya klubb i sin första ligamatch.
Sommaren 2010 värvades Bakircioglu av den spanska klubben Racing Santander och han gjorde sitt första mål för klubben på en frispark mot Osasuna den 31 oktober samma år.
Den 28 augusti 2012 återvände Bakircioglu till Hammarby IF, klubben som han vann SM-guld med 2001. På de sex första matcherna han spelade i Superettan hösten 2012 gjorde han fem mål, varav ett var en hörna som skruvades direkt in i mål. 23 juni 2013 gjorde Bakircioglu det sista målet någonsin på Söderstadion när han gjorde 1–1-målet mot Ängelholms FF. Samma dag som han fyllde 34 år 2 november 2014 gjorde han de två första målen när Hammarby avslutade Superettan med att besegra Jönköpings Södra med 5-0 och avancera till Allsvenskan efter fem år i Superettan. Efter säsongen röstades han fram till "Årets Bajenspelare" av fansen, då han fick över hälften av alla rösterna.
Under 2015 var Kennedy Bakircioglus betydelse för Hammarbys resultat tydlig, då laget inledde säsongen med flera segrar med Bakircioglu i huvudrollen, men sedan led en svit av förluster och oavgjorda matcher då Kennedy Bakircioglu hade ett längre skadeuppehåll och laget fick uppenbart svårt att komma till effektiva avslut. 
Kennedy avslutade sin karriär efter säsongen 2018. Under sin sista säsong fick han mer begränsat med speltid. Han gjorde dock ett klassiskt frisparksmål i hemmamatchen mot IFK Göteborg den 1 oktober, där han efter målet sprang ut mot supportrarna och fångade en inkastad öl i farten som han firade med. Händelsen väckte uppmärksamhet även internationellt, och målet blev framröstat till årets mål både på Hammarbys hemsida och till Allsvenskans stora pris. Han tackades av efter den sista hemmamatchen mot Häcken den 4 november, då Tele2 Arena fick nytt publikrekord. Kennedys tröjnummer 10 reserverades av Hammarby i tio år efter att han slutade.
Julen 2004 utsågs han till den fjärde största Bajenprofilen genom tiderna i en omröstning på Hammarbys webbplats.
Bakircioglus föräldrar gav honom förnamnet Kennedy som en hyllning till USA:s president John F. Kennedy.

## Meriter
Hammarby
- SM-Guld: 2001

## Statistik
Antal spelade matcher och mål för klubblaget i liga, cup och europacup:
| Klubb                | Säsong    | Liga         | Liga    | Liga | Cup            | Cup                | Cup                | UEFA turnering        | UEFA turnering | UEFA turnering |
| Klubb                | Säsong    | Liga         | Matcher | Mål  | Cup            | Matcher            | Mål                | Turnering             | Matcher        | Mål            |
| -------------------- | --------- | ------------ | ------- | ---- | -------------- | ------------------ | ------------------ | --------------------- | -------------- | -------------- |
| Hammarby IF          | 2018      | Allsvenskan  | 12      | 1    | Svenska cupen  | 3                  | 1                  |                       |                |                |
| Hammarby IF          | 2017      | Allsvenskan  | 21      | 1    | Svenska cupen  | 4                  | 1                  |                       |                |                |
| Hammarby IF          | 2016      | Allsvenskan  | 27      | 6    | Svenska cupen  | 6                  | 3                  |                       |                |                |
| Hammarby IF          | 2015      | Allsvenskan  | 22      | 4    |                |                    |                    |                       |                |                |
| Hammarby IF          | 2014      | Superettan   | 28      | 17   | Svenska cupen  | 4                  | 1                  |                       |                |                |
| Hammarby IF          | 2013      | Superettan   | 23      | 7    | Svenska cupen  | 3                  | 0                  |                       |                |                |
| Hammarby IF          | 2012      | Superettan   | 9       | 5    |                |                    |                    |                       |                |                |
| Racing Santander     | 2011/2012 | La Liga      | 7       | 0    | Copa del Rey   | 3                  | 0                  |                       |                |                |
| Racing Santander     | 2010/2011 | La Liga      | 32      | 6    | Copa del Rey   | 2                  | 1                  |                       |                |                |
| AFC Ajax             | 2009/2010 | Eredivisie   | 9       | 2    | KNVB Beker     | 3                  | 2                  | Europa League         | 3              | 1              |
| AFC Ajax             | 2008/2009 | Eredivisie   | 8       | 1    | KNVB Beker     | 1                  | 0                  | Uefacupen             | 3              | 1              |
| AFC Ajax             | 2007/2008 | Eredivisie   | 18      | 3    | KNVB Beker     | 2                  | 0                  | Champions League-kval | 2              | 0              |
| FC Twente            | 2006/2007 | Eredivisie   | 34      | 15   | KNVB Beker     | 2                  | 0                  | Uefacupskval          | 2              | 0              |
| FC Twente            | 2005/2006 | Eredivisie   | 32      | 8    | KNVB Beker     | 1                  | 0                  |                       |                |                |
| Iraklis Thessaloniki | 2004/2005 | Alfa Ethniki | 17      | 2    | Grekiska cupen | 6                  | 4                  |                       |                |                |
| Iraklis Thessaloniki | 2003/2004 | Alfa Ethniki | 7       | 2    | Grekiska cupen | 1                  | 0                  |                       |                |                |
| Hammarby IF          | 2003      | Allsvenskan  | 25      | 12   | Svenska cupen  | Information saknas | Information saknas |                       |                |                |
| Hammarby IF          | 2002      | Allsvenskan  | 25      | 11   | Svenska cupen  | Information saknas | Information saknas | Champions League-kval | 2              | 0              |
| Hammarby IF          | 2001      | Allsvenskan  | 26      | 8    | Svenska cupen  | Information saknas | Information saknas |                       |                |                |
| Hammarby IF          | 2000      | Allsvenskan  | 26      | 5    | Svenska cupen  | Information saknas | Information saknas |                       |                |                |
| Hammarby IF          | 1999      | Allsvenskan  | 25      | 2    | Svenska cupen  | Information saknas | Information saknas |                       |                |                |
| Assyriska FF         | 1998      | Allsvenskan  | 25      | 9    | Svenska cupen  | Information saknas | Information saknas |                       |                |                |
| Assyriska FF         | 1997      | Allsvenskan  | 8       | 1    | Svenska cupen  | Information saknas | Information saknas |                       |                |                |
| Assyriska FF         | 1996      | Allsvenskan  | 1       | 0    | Svenska cupen  | Information saknas | Information saknas |                       |                |                |

### Fotnoter
1. 1 2  Sveriges befolkning
1990:
Bakircioglu, Kennedy
2. ↑  ”Spelarprofil: Kennedy Bakircioglu”. hammarbyfotboll.se. Arkiverad från originalet den 28 september 2007. https://web.archive.org/web/20070928020936/http://www.hammarbyfotboll.se/se/omhammarbyfotboll/historik/?playerid=75&teamId=177.
3. ↑  ”U21 herrlandslaget 2001”. svenskfotboll.se. Arkiverad från originalet den 27 september 2007. https://web.archive.org/web/20070927223346/http://www.svenskfotboll.se/t2ll.aspx?p=161228.
4. ↑  ”Bakircioglü, Kennedy”. svenskfotboll.se. Svenska Fotbollförbundet. 2008. https://www2.svenskfotboll.se/landslag/herrar/tidigare-ar/spelarportratt-2007-08/?profile=16814. Läst 23 maj 2022.[död länk]
5. ↑  Olof Lundh. ”Kennedy säker på EM: Många spelare har det tuffare”. fotbollskanalen.se. https://www.fotbollskanalen.se/landslag/kennedy-saker-pa-em-manga-spelare-har-det-tuffare/. Läst 24 februari 2008.
6. ↑  ”Arkiverade kopian”. Arkiverad från originalet den 12 november 2018. https://web.archive.org/web/20181112141441/https://www.eposten.se/sport/hamad-nu-ar-det-javligt-tungt-unt5133514.aspx. Läst 12 november 2018.
7. ↑  Benjamin Thorén (2010). ”2001”. Hammarby IF:s Historia. Arkiverad från originalet den 24 maj 2022. https://web.archive.org/web/20220524194955/https://hifhistoria.se/Historia/2001.html. Läst 23 maj 2022.
8. 1 2  ”Kennedy Bakircioglu”. fotbollstransfers.com. Mercato Media AB. 2022. https://fotbolltransfers.com/spelare/kennedy-bakircioglu/468. Läst 23 maj 2022.
9. ↑  ”Ajax sign Kennedy”. ajax.nl. 15 maj 2007. Arkiverad från originalet den 3 oktober 2015. https://web.archive.org/web/20151003174942/http://english.ajax.nl/web/show/id%3D154814/contentid%3D62873.
10. ↑  ”Kennedys drömkväll - skruvade hörna i mål”. expressen.se. http://www.expressen.se/sport/fotboll/superettan/kennedys-dromkvall---skruvade-horna-i-mal/. Läst 25 oktober 2012.
11. ↑  ”Kennedy sista målskytten på Söderstadion”. aftonbladet.se. 23 juni 2013. http://www.aftonbladet.se/sportbladet/fotboll/sverige/superettan/hammarby/article17009045.ab.
12. ↑  ”Kennedy sköt Hammarby till Allsvenskan”. sverigesradio.se. 2 november 2014. http://sverigesradio.se/sida/artikel.aspx?programid=103&artikel=6007695.
13. ↑  ”Årets Bajenspelare – Kennedy Bakircioglu”. hammarbyfotboll.se. 26 november 2014. Arkiverad från originalet den 5 december 2014. https://web.archive.org/web/20141205105023/http://www.hammarbyfotboll.se/Article.aspx?id=d79a75d9-410b-45f4-b231-d6c5fba48ece.
14. ↑  ”Kennedy om skadan: ”Långt kvar till nästa match – tar en dag i taget””. Arkiverad från originalet den 24 september 2015. https://web.archive.org/web/20150924015359/http://www.fotbolldirekt.se/2015/05/11/kennedy-klev-av-i-hammarbys-forlustmatch-ingen-mening-i-att-vara-pa-planen/. Läst 26 augusti 2015.
15. ↑  ”No Kennedy, no party”. http://www.expressen.se/sport/kronikorer/daniel-kristoffersson/kristoffersson-no-kennedy-no-party/. Läst 26 augusti 2015.
16. 1 2  Malin Wahlberg (4 november 2018). ”Känslosamt när Kennedy Bakircioglu tackade för sig på Tele 2 Arena”. Aftonbladet. Schibsted. https://www.aftonbladet.se/sportbladet/fotboll/a/J18mR6/kanslosamt-nar-kennedy-bakircioglu-tackade-for-sig-pa-tele-2-arena. Läst 23 maj 2022.
17. ↑  ”Julkalendern 2018 lucka 24”. hammarbyfotboll.se. Hammarby IF Fotboll. 2018. Arkiverad från originalet den 26 september 2022. https://web.archive.org/web/20220926200940/https://www.hammarbyfotboll.se/aktuellt/nyheter/julkalendern-2018-lucka-24/. Läst 23 maj 2022.
18. ↑  ”Bildspecial: Kennedy Bakircioglu, 4 november 2018”. hammarbyfotboll.se. Hammarby IF Fotboll. 4 november 2018. Arkiverad från originalet den 26 september 2022. https://web.archive.org/web/20220926184523/https://www.hammarbyfotboll.se/aktuellt/nyheter/bildspecial-kennedy-bakircioglu-4-november-2018/. Läst 23 maj 2022.
19. ↑  ”Tidernas 24 största bajenprofiler”. Hammarby IF Fotboll. Arkiverad från originalet den 26 mars 2011. https://web.archive.org/web/20110326220649/http://www.hammarbyfotboll.se/se/omhammarbyfotboll/historik/. Läst 1 augusti 2008.
20. 1 2  ”Kennedy” (på engelska). transfermarkt.com. Transfermarkt GmbH & Co. KG. 2019. https://www.transfermarkt.com/kennedy/leistungsdatendetails/spieler/17221. Läst 23 maj 2022.

### Webbkällor
- Kennedy Bakircioglu på Svenska Fotbollförbundets webbplats
- Kennedy Bakircioglu på Soccerway (engelska)
- Spelarprofil på Voetbal international.nl, läst 7 juli 2009 (nederländska)